# Замок Бурбон-л'Аршамбо
Замок Бурбон-л'Аршамбо — колишній укріплений замок XIII століття століття, кілька разів перебудовувався. Його залишки знаходяться в Бурбон-л'Аршамбо у Франції.
Тодішнє герцогство Бурбоне дало назву провінції Бурбонне, яка більш-менш відповідає теперішньому департаменту Альє та на південний схід від департаменту Шер.
Він класифікується як історична пам'ятка за списком історичних пам'яток, які охороняються з 1862 року; вежа Qui qu'en Grogne була класифікована як історична пам'ятка 14 червня 1961.

## Місцезнаходження

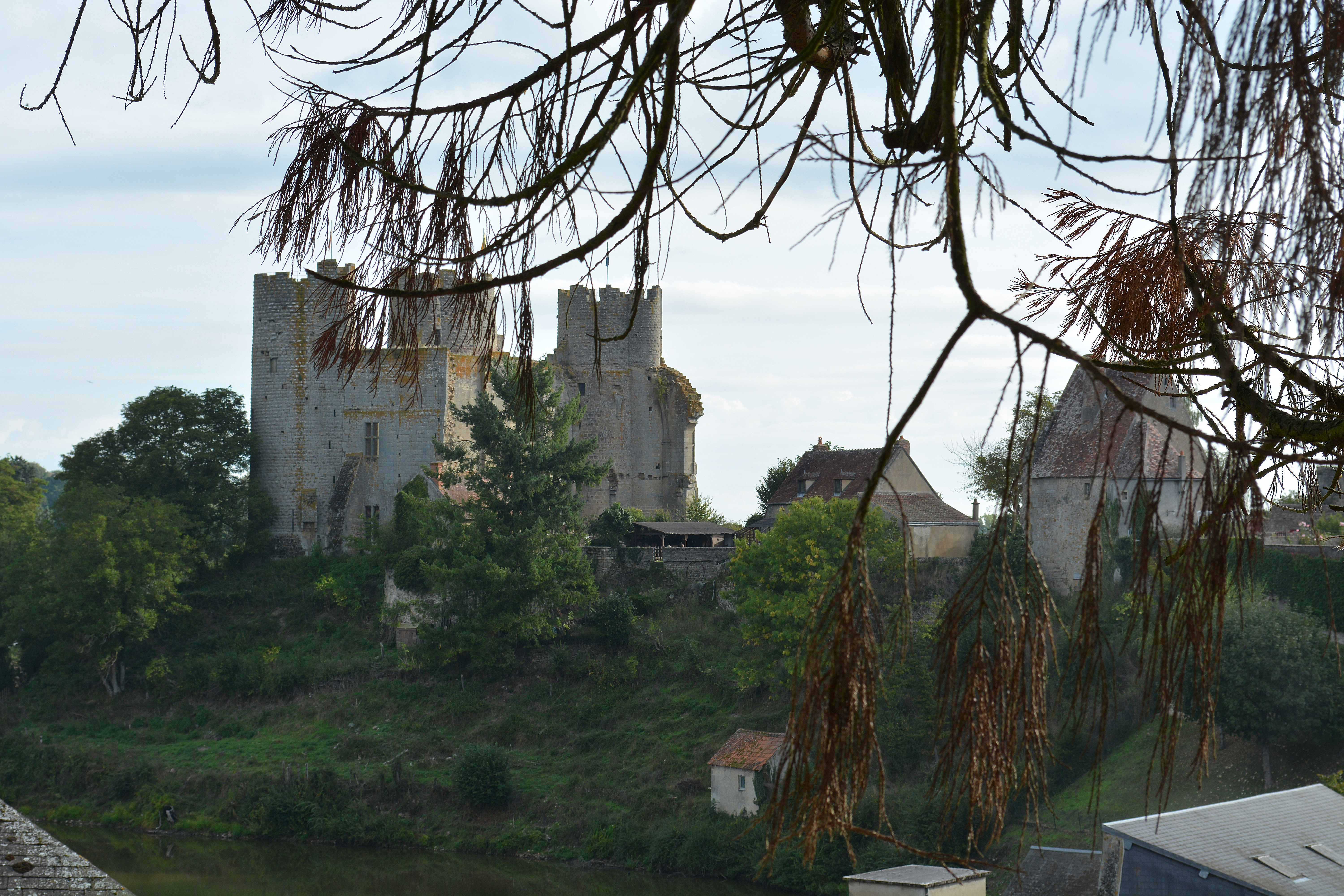
Північні вежі фортеці Бурбон-л'Аршамбо.

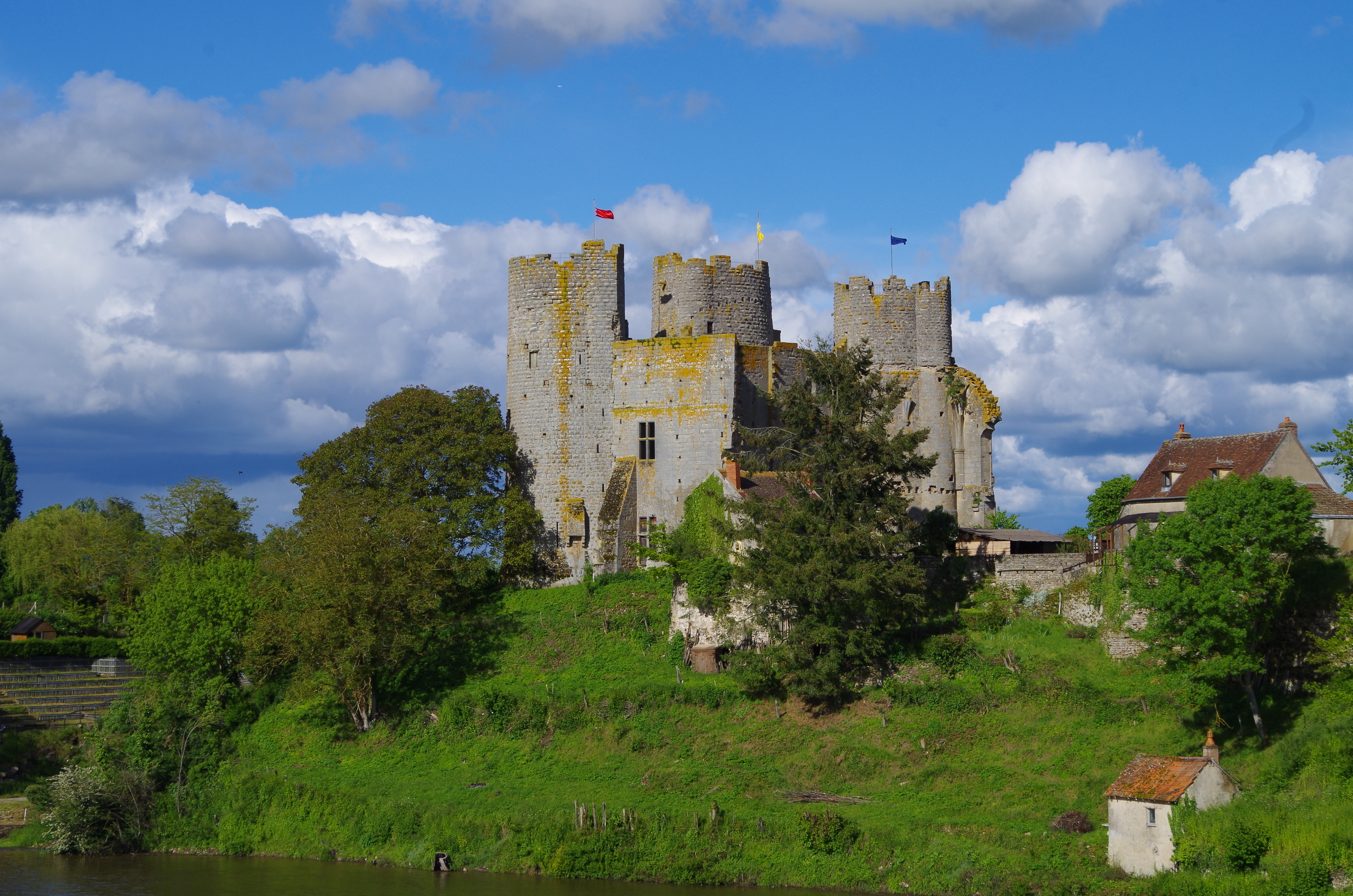
Фортеця Бурбон-л'Аршамбо.

Замок Бурбон-л'Аршамбо розташований у комуні Бурбон-л'Аршамбо в департаменті Альє в регіоні Овернь-Рона-Альпи, 25 км на захід від Мулена. Високий силует замку колишніх володарів Бурбонів, у центрі Бурбонне, домінує над містом і знаходиться між ріками Альє та Шер. Він відомий з X століття і був колись столицею кантону. Укріплена фортеця, яка згадується з 947 року, що керувала мережею старовинних доріг, водночас контролюючи сеньйоріальне село, а також великий банальний млин, розташований на ставку, під західними стінами.
Старовинна вілла Бурбонів належала місту Бітурігес. Місто у X столітті стало столицею сеньйорії Бурбонів, але було залишене герцогами на користь Мулену у XIV столітті. Лорди взяли собі за ім'я назву своєї столиці та натомість залишили їй ім'я Аршамбо, яке дев'ять із них носили між X і XII століттями.
Родовід лордів Бурбонів відомий від Аймара чи Еймара де Бурбона (помер у 953 р.). Перший Аршамбо де Бурбон жив у 959 р., Аршамбо де Фран, другий у 1018 р., 3 й у 1064 р., 4 у 1075 р., 5 у 1096 р., 6 у 1099 р., 7 у 1177 р., 8-й у 1200 р. 9 в 1249 році. Ця перша лінія побудувала важливе феодальне князівство на кордонах трьох великих територіальних одиниць (Беррі, Отюнуа, Овернь) шляхом союзу з Клюні (лорд Аймар у 913 р. наділив землями орден Клюні, на яких було засновано пріорат Сувіньї), а з XII го століття союзу з Капетингами. Володар Бурбона переходить у пряму васалітет до короля Франції Людовіка VI. Перший каструм у Бурбоні згадується Егінхардом, а також у Хроніках Фредегера, де розповідається про його знищення Пепіном ле Брефом у 761 році, який боровся з герцогом Аквітанським за володіння Нарбонною. Перший дерев'яний замок (згадується у 947 році) кілька разів перебудовувався, він був перебудований у камені з XII століття, розширений за часів Філіпа Огюста та оточений круглими вежами, ймовірно за часів Аршамбо VIII Бурбона в першій половині XIII століття.
Маргаріт де Бурбон (v. 1160—1228), спадкоємиця цього лицарського роду, в результаті шлюбу з Ги II де Дамп'єр, коннетаблем Шампані, принесла замок дому Дамп'єра.

### Дамп'єри та Бургунди

Герб Dampierre-Bourbon.

Між XIII м і XIV століттями замок став потужною фортецею з п'ятнадцятьма вежами. Дамп'єри зливаються з домом Бургундії. Шлюб Беатріс де Бургонь, спадкоємиці сеньйорії Бурбонів, з принцом Робертом, 6 сином короля Louis IX, дає початок новому дому Бурбонів, відтепер королівської крові.

### Герцоги Бурбонські
Людовик I Бурбонський, перший герцог Бурбонський, син Беатріс де Бургонь і Робера де Клермона і онук короля Людовіка Святого, береться за роботу, яку вже виконав його батько, знову розширивши свою фортецю. Він наказав побудувати каплицю в 1310 році під патронатом Нотр-Дам, щоб зберігати святі мощі, привезені Робером де Клермоном до Бурбона для його дружини. Недалеко від Бурбона Людовик I наказав побудувати підземелля на річці Альє, поблизу Ізур (важлива сеньйорія в Отюнуа), у Мулені. Після пожежі 1370 року Людовик II наказав відбудувати замок, зміцнивши весь замок і зробивши його своєю столицею. Дев'ять герцогів змінили один одного: Людовик I, П'єр I, Людовик II, Жан I, Карл I, Жан II, Карл II, П'єр II і Карл III. Іоанн II у 15 столітті замовив будівництво другої палатинської каплиці, присвяченої Святому Людовіку, яка мала б повторити плани та стиль Сент-Шапель у Парижі. Останнім герцогом, дуже багатим і могутнім, був призначений коннетаблем Франції після перемоги в Маріньяні, Карл III Бурбонський. Справа про «державну зраду» коннетабля Бурбонського через майновий конфлікт з Луїзою Савойської (Бурбонської через її матері Маргариту) призводить з часом до відчуження герцогства Бурбонне на користь корони.

### Дім Орлеан-Валуа
Луїза Савойська, вдовуючої графині Ангулемської, яка стала в 1515 році герцогинею Ангулемською та Анжуйською та графинею Мен у 1523 році набула право власності на землі Бурбонне. Після смерті Луїзи Савойської в 1531 році герцогство було приєднано до королівського домену. Це кінець Бурбонів як феодальної князівської держави. Франциск I відтворив прерогативу Бурбона в 1544 році на користь його молодшого сина, Карла Французького, герцога Ангулема і Орлеана (1522—1545), але останній помер, не маючи спадкоємця наступного року. Герцогство знову повертається до корони. Це буде вдруге створене герцогство Бурбон як прерогатива корони для майбутнього короля Франції Генрі III (тоді герцог Анжуйський до вступу на престол). Він носив титул Генрі I з Бурбон. Потім герцогство повернулося до корони до 1661 року, коли Людовік XIV, востаннє, звів Бурбонне в статус герцогства на користь молодшого дому Бурбон-Конде.
Бурбон-л'Аршамбо стає королівським замком, але в XVI столітті більше немає потреби в середньовічних фортецях, і замок був покинутий. Він більше не населений, за винятком каноників, що обслуговують Saintes Chapelles, які побудували два невеликих будинки в межах нижнього двору в XVI столітті.

### Дім Бурбон-Конде

Принці Конде, герцоги Бурбони (1661—1830).

У 1661 році після більш ніж століття перебування в руках корони Бурбонне було знову зведено в герцогство на користь гілки Конде дому Бурбонів і «Гранд Конде», який переміг під Рокруа в 1642 році, Луї II де Бурбон-Конде, принц Конде, герцог Ангієнський, пер Франції, перший принц крові.
Тоді замок служив для розміщення принців і принцес, які приїжджали на термальні води в це місто протягом XVII століття; їх привернула репутація цих вод для лікування деяких хвороб; тоді вони конкурували з термальними водами Віші. Мадам де Монтеспан померла там 26 травня 1707.
Пожежа знищила частину замку у XVIII столітті. Принц Конде наказав відновити його до стану збереження, не додаючи жодних прикрас, окрім годинника на вежі Qui-qu'en-grogne, яку видно з міста Бурбон-л'Аршамбо.

## Під час революції
Після падіння корони, майно королівської сім'ї було конфісковано, лише три вежі північного фронту не були предметом аукціону. Окружна директорія Серільї наказала продати залишки Saintes Chapelles і замку. Вежі використовувалися як доповнення до в'язниці. Сама вежа Qui-qu'en-grogne була збережена для цієї мети.

## Після революції
Після повернення у Франції до влади Бурбон-Конде, завдяки подіям Реставрації, маєток повернувся у власність до цього будинку.

Герцог Аумале, власник замку (1830—1897).

У XIX -му століття фортеця за заповітом останнього принца Конде перейшла до молодого герцога Омальського Анрі Орлеанського (1822—1897), якому тоді було вісім років, разом із замком Шантійї та кількома іншими важливими володіннями дому Конде. Незабаром після отримання спадщини виконавці хотіли продати ці руїни за 2000 франків. Від первісної фортеці, майже повністю зруйнованої, збереглося лише три вежі. Фортеця, включно з вежею Qui-qu'en-grogne була збережена завдяки діям поета Ахілла Альє.
Герцог Аумале дозволив організувати там серед мальовничих руїн невеликий музей.
Після смерті герцога Омальського, останнього одноосібного власника Бурбона, замок і його домен увійшли до володінь Орлеанського дому, у спільне володіння між усіма спадкоємцями, нащадками Луї-Філіпа. Маєток управлявся від імені герцога Філіпа Орлеанського, «глави палати Франції» і орлеаніста претендента на корону. Кілька шлюбів між членами цієї родини дали Анрі, графу Парижа, основну частину акцій у власності його родини, включаючи Шато де Бурбон.

### Фонд Сент-Луїса
Щоб зберегти майбутнє цього майна в королівській спадщині, Генрі Орлеанськи вирішує включити його до сімейного фонду (Фонду Сен-Луї) у 1974 році. Він став його почесним президентом. Діяльність фонду спрямована на збереження найважливіших пам'яток Орлеана, захищаючи їх від ризиків розпорошення, іноді спричинених розподілом спадщини. У нього було одинадцять дітей, один з яких помер без потомства.
Цю фундацію очолив Жан д'Альбер де Люйнес-Дюнуа, 12 Герцог Люїнський, з 1999 по 2008 рік.

## Опис

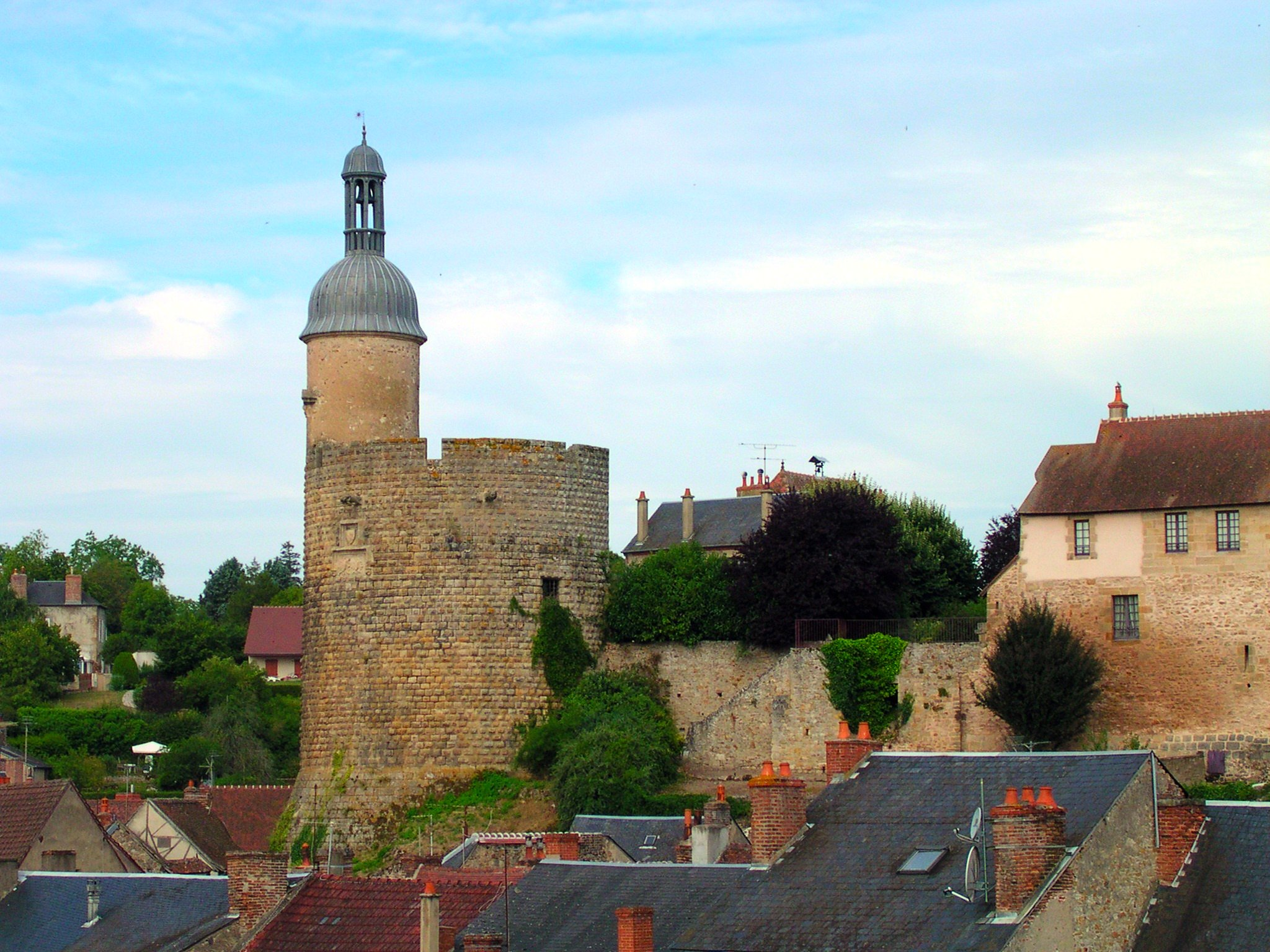
Вежа Qui qu'en Grogne.

Від грізного бастіону в центрі одного з найважливіших феодальних володінь Середньовіччя, який став наступником каролінгської фортеці, залишилися три північні вежі, які захищали сеньйоріальне житло (вартове приміщення) і південно-східна вежа «Qui-qu'en-grogne». Замок займає скелясту платформу довжиною 180 m на 50 m в долині Бурге. Місце природним чином захищалося ставком, а з північного боку глибоким ровом, зверненим до нападника, де був зведений замок. За стіною фортеці стояли житлові будинки, замкова каплиця і після невеликої внутрішньої канави довгий господарський двір з великою вежею Qui-qu'en-grogne на його південно-східному кінці.
Лише північний фасад замку зберіг три циліндричні вежі, зведені в другій половині XIV столітті. Наприкінці того самого століття на зворотному боці було побудовано велике приміщення на двох рівнях. У замку знаходилися дві святі каплиці, датовані відповідно 1315 і 1485 роками, в яких зберігалися святі мощі.

### ВежаQui qu'en Grogne
Вежа Qui qu'en Grogne — це кругла вежа, перетворена та укріплена під час Людовіка II. До неї можна дійти за декілька кроків від подвір'я музичної школи (колишня жіноча школа Бурбонів). Гвинтові сходи обслуговують верхні поверхи і, зокрема, дозволяють дістатися до доріжки. Оборонна вежа, що замикала господарський двір з півдня, також була цікавою оглядовою точкою для населення, яке проживало в місті. У кімнаті на першому поверсі, яка б використовувалася як в'язниця, збереглися кільця, закріплені в стіні. Шпиль із годинником, побудований на його платформі, датується XVIII століттям.
Наказом від 14 червні 1961 вежа Qui qu'en Grogne була віднесена до категорії історичних пам'яток.
- Бурбон-л'Аршамбо
- Список лордів, потім герцогів Бурбонів
- Герцогство Бурбон
- Дім Бурбонів
- Будинок Конде
- Орлеанський будинок
- Список замків Альє
- Список замків Франції
- Список історичних пам'яток Альє